# Morienus Romanus

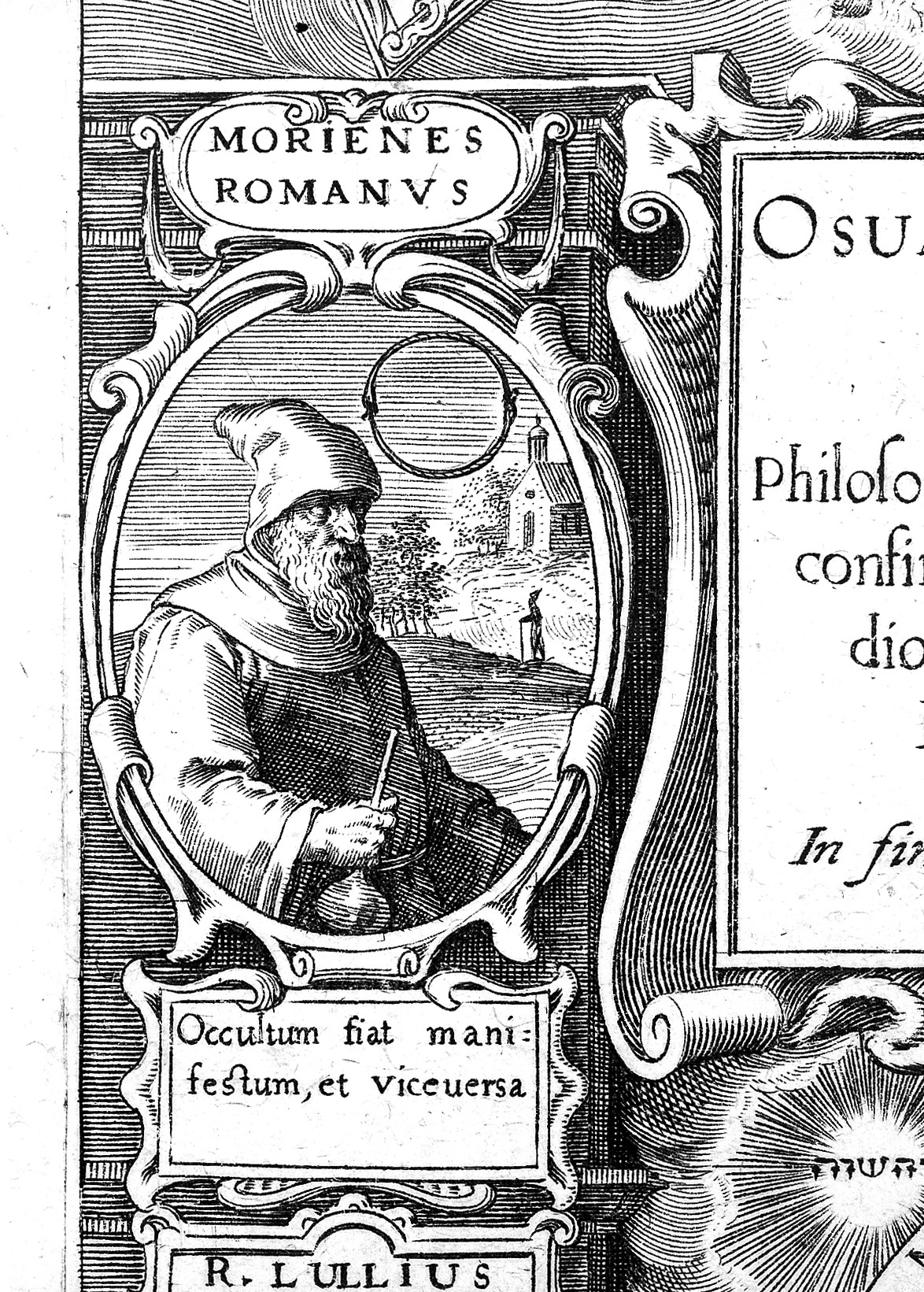
Morienus Romanus, alquimista. Discípulo do rei árabe Calide ibne Iázide (c. 665-704)

Morienus (também Marianos e Morienus Romanus, assim Morienus dos romanos), foi um lendário eremita cristão do final do século VII, que se diz ter vivido nas montanhas perto de Jerusalém e alquimista. A tradição colocou-o como adepto e eremita de Jerusalém, instruído pelo rei dos árabes Calide ibne Iázide ibne Moáuia nos segredos divinos do magistério e realização da arte alquímica, traduzida dos manuscritos mais antigos. 
A primeira tradução latina de um tratado alquímico do árabe (século XII, c. 1144) - Liber de compositione alchimiae, geralmente atribuída a Robert de Chartres - está na forma e tradição de um diálogo entre este Morienus e Calide ibne Iázide (c. 665-704). Filho do segundo califa omíada, Iázide I. O texto foi impresso em 1559 em Paris (depois desta edição é a tradução de 1182), como De transfiguratione metallorum, e em Basileia, em 1593 (por Konrad Waldkirch).Nenhum texto árabe foi encontrado.  Júlio Ruska, portanto, considerou a atribuição ao califa filho apócrifo.  No entanto, nomes químicos com raízes arábicas (como Alnatron) aparecem no texto.
O texto de Morienus marca o início da preocupação ocidental com a alquimia, que antes era desconhecida na Europa Central medieval. Logo depois, houve uma tradução latina dos 70 livros (Livro da Septuaginta) atribuídos a Jabir ibne Haiane, e o Livro dos Segredos de Resis. A Morienus se deve a composição de um importante texto em árabe sobre a transmutação de metais. Algumas declarações são tão explícitas quanto enigmáticas relativa à natureza da primeira matéria contida na Transfiguração dos metais (Transfiguratio metallorum) ou (Liber de compositione alchemiae) de Roman Morieno, cuja tradução latina do árabe foi efetuada por Robert de Chartres em 1182. Foi um dos primeiros e mais autoritários tratados de alquimia difundidos no Ocidente.
A escrita atribuída a ele descreve-o como um monge que viveu em Jerusalém no quarto ano após a morte do imperador Heráclio (605) e foi aluno de Hermes Trismegisto e Estêvão de Alexandria. Mas é ao rei árabe Calide ibne Iázide que se atribui a iniciação de Morienus nos mistérios e segredos da alquimia. 
Outros autores dizem que foi ele Morienus, aquele que revelou ao príncipe árabe Calide o segredo do elixir da Pedra Filosofal. É provavelmente uma história fictícia para mostrar a prioridade dos estudiosos cristãos na alquimia. No Kitāb al-Fihrist Morienus é referido como um médico e estudioso de Alexandria. Morienus é referido por Michael Maier entre os grandes alquimistas.

"O portal da paz é sobremaneira estreito,e ninguém poderá atravessa-lo senão pela agonia de sua própria alma." - Morienus.